# Ajac
Ajac (en occità Ajac) és un municipi de França de la regió d'Occitània, al departament de l'Aude.
Es troba a 7 km del mercat local de Limós i a 30 km de la ciutat històrica de Carcassona. Forma part del País Càtar, una zona rica en abadies i castells medievals.

## Demografia
| 1r març 1968 | 20 febrer 1975 | 4 març 1982 | 5 març 1990 | 8 març 1999 | 1r gener 2006 | 1r gener 2011 | 2013 | 2015 | 1r gener 2016 | 1r gener 2017 | 1r gener 2018 | 1r gener 2019 | 1r gener 2020 | 1r gener 2021 | 1r gener 2022 |
| 219          | 226            | 217         | 209         | 196         | 235           | 198           | 194  | 192  | 191           | 187           | 191           | 196           | 201           | 199           | 198           |